# Lambda立方体

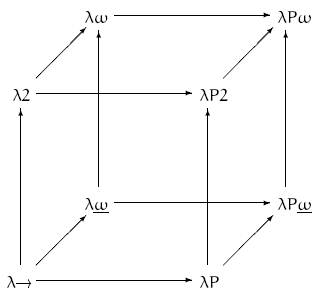
λ-立方。箭头的方向展示了包含关系。

在数理逻辑和类型论中，λ-立方是探索 Coquand 的构造演算中细化轴的框架，以简单类型 λ-演算（在立方图中写作 λ→）作为原点放在立方体的顶点，而构造演算（即高阶依赖类型化 λ-演算，在图中写作 λPω）则是其空间对顶点。立方体的每个轴都表示一种新的抽象形式：
- 值依赖类型，或多态。系统F，即二阶λ-演算（图中写作 λ2）就是通过只加入此性质得到的。
- 类型依赖类型，或类型构造器。带类型构造器的简单类型 λ-演算（图中为{\displaystyle \lambda {\underline {\omega }}}）就是通过只加入此性质得到的。它与系统F结合就产生了系统Fω（在图中写作不带下划线的λω）。
- 类型依赖值，或依赖类型。只加入此性质就得到了λΠ（在图中写作λP），一种与LF紧密相关的类型系统。

所有的八种演算包含了最基本的抽象形式，值依赖值即简单类型 λ-演算中的普通函数。此立方中最丰富的演算即构造演算，它带有所有三种抽象。所有八种演算都是强规范化的。
然而子类型并未展示在此立方中，尽管像{\displaystyle F_{<:}^{\omega }} 这样以高阶有界量化闻名的，结合了子类型和多态的系统具有实际意义，它可被进一步推广为有界类型构造器。进一步扩展到{\displaystyle F_{<:}^{\omega }}允许纯函数对象的定义；这些系统通常在λ-立方的论文发表后才被开发出来。{\displaystyle F_{<:}^{\omega }}
此立方的思想来源于Henk Barendregt (1991)。就此立方的所有角而言，纯类型系统的框架涵盖了λ-立方，其它一些系统也可表示为此通用框架的实例。 此框架的出现比λ-立方早上几年。在 Barendregt 1991年的论文中，他也在此框架中定义了λ-立方的角。
Olivier Ridoux 在他的 Habilitation à diriger les recherches Lambda-Prolog de A à Z... ou presque 中给出了此立方的一个截边角后的模版(p. 70) 的两种表示，一种将此立方表示为一个八面体，其中 8 个顶点以面代替，另一种将它表示为一个十二面体，其中 12 条棱则以面代替。

## 注记
1. ↑  Pierce, 2002, chapters 31 and 32
2. ↑  Pierce, 2002, p. 466

## 扩展阅读
- Simon Peyton Jones and Erik Meijer, 1997. Henk: A Typed Intermediate Language （页面存档备份，存于）